# Tomasz Batscha
Tomasz Batscha (XV wiek) – węgierski duchowny katolicki, dominikanin, biskup serecki. Prekonizowany na urząd 20 września 1497 r.